# Мякишев, Геннадий Яковлевич
Мякишев Геннадий Яковлевич (20 марта 1926, Москва — 25 декабря 2003, Москва) — советский и российский учёный и педагог, специалист в области общей физики, автор школьных учебников по физике.

## Биография
Работал в МГУ в должности доцента.

## Научная деятельность
Автор статей по хроматографии газов
.

## Педагогическая деятельность
Автор ряда учебников по физике для учащихся средней школы и научно-популярных книг.